# Chœur Eurovision
Le Chœur Eurovision, Eurovision Choir en anglais, anciennement le Chœur Eurovision de l'année (en anglais Eurovision Choir of the Year) est un événement qui a réuni, en 2017 et en 2019, les membres de l'UER dans le cadre d'une compétition musicale, diffusée en direct et en simultané par tous les diffuseurs participants. Le concours a été retransmis à la télévision (par câble et satellite) et sur Internet. Cet évènement s'est déroulé au sein du concours international des Jeux choraux européens (European Choir Games), organisé par le promoteur allemand Interkultur. Ces jeux étaient les plus importantes compétitions internationales pour les chœurs amateurs.
Un accord conclu entre l'UER et Interkultur permet l'intégration d'une nouvelle compétition récurrente de l'Eurovision, à ces Jeux européens et mondiaux. Elle a lieu sur la scène principale juste avant la cérémonie de clôture. Cela garantit un large public international et une atmosphère électrique, en suivant la tendance mondiale de la musique a cappella. La compétition est organisée en collaboration avec le télédiffuseur national et le bureau du développement du tourisme national.

## Règles
Les chœurs de pays membres de l'UER concourront pour le titre du Chœur Eurovision, avec des prix incluant un contrat d'enregistrement pour le chœur gagnant. Chaque chœur interprète un ensemble non accompagné de six minutes dans n'importe quel genre et est jugée par un jury de haut niveau.

## Pays participants

Participation depuis 2017 :
Pays ayant participé au moins une fois
Pays admissibles n'ayant jamais participé

Seuls les membres actifs de l’UER peuvent participer au Concours. Les membres actifs de l’UER sont soit les diffuseurs des pays situés dans la Zone européenne de radiodiffusion et membres de l’Union internationale des télécommunications ; soit les diffuseurs des pays situés en dehors de la Zone européenne de radiodiffusion et membres du Conseil de l’Europe.
Seuls 46 membres actifs de l'UER sont autorisés à prendre part au Concours. Une fois inscrits, ils sont connus sous le nom de « diffuseurs participants ».

### Tableau récapitulatif par année
Le tableau reprend, année par année, les pays participants ayant fait leurs débuts. Les noms des pays sont classés en fonction de leur ordre de passage lors de l'édition concernée. Au total, treize pays ont déjà pris part au concours.
| Année | Débuts                                                                                        |
| ----- | --------------------------------------------------------------------------------------------- |
| 2017  | Allemagne, Autriche, Belgique, Danemark, Estonie, Hongrie, Lettonie, Pays de Galles, Slovénie |
| 2019  | Suède, Norvège, Écosse, Suisse                                                                |

## Éditions
La première édition du concours a lieu le 22 juillet 2017, à Riga, en Lettonie. Neuf pays fondateurs concourent alors pour la victoire. Son jury comprend le compositeur britannique John Rutter et la mezzo-soprano lettonne Elīna Garanča. Le spectacle est animé par le compositeur et chef d'orchestre Eric Whitacre et la présentatrice lettone Eva Ikstena.
| Année | Ville hôte | Participants | Vainqueur | Titre(s)                                      | Langue(s)                                   | Interprète(s) |
| 2017  | Riga       | 9            | Slovénie  | Ta na Solbici Adrca Aj, zelena je vsa gora    | slovène                                     | Carmen Manet  |
| 2019  | Göteborg   | 10           | Danemark  | Premier tour : True North Second tour : Viola | Premier tour : anglais Second tour : danois | Vocal Line    |

## Projet de suite, abandonné
Le Chœur Eurovision 2021 est annulé à la suite de la pandémie de Covid-19.
Le Chœur Eurovision 2023 est annulé sur décision de l'UER,.